# Fridericia sohlenii
Fridericia sohlenii är en ringmaskart som beskrevs av Rota, Healy och Erséus 1998. Fridericia sohlenii ingår i släktet Fridericia, och familjen småringmaskar. Arten är reproducerande i Sverige.